# Й (слово ћирилице)
Слово Й је слово које представља предњонепчани сонант , изговара се приближно као српско Ј. Употребљавало се у европским језицима. Данас се употребљава у руском, белоруском, украјинском и осетинском језику. На латиницу се транскрибује као Y.

## Примери
Руска реч йогурт (у значењу „јогурт”) изговара се , слично српском јогурт .

## Изглед
| Слово     | велико слово | мало слово |
| --------- | ------------ | ---------- |
| нормално  | Й            | й          |
| искошено  | Й            | й          |
| подебљано | Й            | й          |